# Cumberland (Maine)
Cumberland – miasto w Stanach Zjednoczonych, w stanie Maine, w hrabstwie Cumberland.